# Калденхове, Бертус
Берна́рдес Йоа́ннес Калденхо́ве (нидерл. Bernardus Joannes (Bertus) Caldenhove; 19 января 1914, Амстердам — 30 июля 1983, Амстердам) — нидерландский футболист и футбольный тренер, играл на позиции защитника. Участник чемпионата мира 1938 года.

## Биография

### Клубная карьера
Всю футбольную карьеру играл за ДВС, в составе которого три раза выигрывал Западную лигу (в те годы не было единого чемпионата страны).

### Карьера в сборной
Дебютировал за сборную Нидерландов 31 марта 1935 года в товарищеском матче со сборной Бельгии — сборная Нидерландов выиграла со счётом 4:2.
В составе сборной Нидерландов принимал участие на чемпионате мира 1938 года, где сыграл в единственном матче со сборной Чехословакии — сборная Нидерландов проиграла в дополнительное время со счётом 0:3. Всего за сборную Нидерландов сыграл 25 матчей.

### Смерть
Скончался 30 июля 1983 года в возрасте 69 лет.